# ЖНБЛ в сезоне 2015/2016
Сезон ЖНБЛ 2015/2016 — 36-й сезон женской национальной баскетбольной лиги (ЖНБЛ), по окончании которого чемпионом, во второй раз, стала команда «Таунсвилл Файр». Лишь с этого сезона большой финал стал проводиться в серии до двух побед.
В регулярном чемпионате приняло участие девять клубов, на один больше, чем в прошлом, так как в межсезонье, в марте 2015 года, была образована команда «Саут-Ист Квинсленд Старз». Помимо того команда «Уэст-Кост Уэйвз» в межсезонье вернула себе старое название, став называться «Перт Линкс». Сезон начался 9 октября встречей между клубами «Саут-Ист Квинсленд Старз» и «Бендиго Спирит», в котором «Старз» без особой борьбы переиграли своего соперника со счётом 80:63. Регулярный чемпионат в рассматриваемом сезоне закончился 21 февраля, MVP которого была признана центровая команды «Таунсвилл Файр» Сьюзи Баткович. Наставник клуба «Перт Линкс», Энди Стюарт, был признан тренером года, а Алекс Сиабаттони из команды «Аделаида Лайтнинг» — новичком сезона. Официально сезон 2015/2016 годов завершился 18 марта, когда клуб «Таунсвилл Файр» обыграл во второй игре финальной серии до двух побед команду «Перт Линкс», а MVP финала была признана защитник «Файр» Микаэла Кокс.

## Участники турнира: команды, их капитаны и тренеры
| Команды                  | Капитаны                          | Тренеры          |
| ------------------------ | --------------------------------- | ---------------- |
| Аделаида Лайтнинг        | Келли Боуэн и Лейлани Митчелл     | Трейси Йорк      |
| Бендиго Спирит           | Келли Уилсон                      | Саймон Притчард  |
| Канберра Кэпиталз        | Эбби Бишоп и Карли Уилсон         | Кэрри Граф       |
| Данденонг Рейнджерс      | Эйми Клайдсдейл и Стефани Камминг | Ларисса Андерсон |
| Мельбурн Бумерс          | Тесс Маджен                       | Гай Моллой       |
| Перт Линкс               | Тесса Лейви                       | Энди Стюарт      |
| Саут-Ист Квинсленд Старз | Рейчел Джарри                     | Шейн Хил         |
| Сидней Юни Флэймз        | Кэти-Рэй Эбзери                   | Шеннон Сибом     |
| Таунсвилл Файр           | Сьюзи Баткович                    | Крис Лукас       |

## Регулярный чемпионат
И = Игр, В = Выигрышей, П = Поражений, П% = Процент выигранных матчей
| Регулярный сезон |                          |    |    |    |      |
| #                | Команда                  | И  | В  | П  | П%   |
| 1                | Таунсвилл Файр           | 24 | 17 | 7  | 70,8 |
| 2                | Перт Линкс               | 24 | 16 | 8  | 66,7 |
| 3                | Данденонг Рейнджерс      | 24 | 15 | 9  | 62,5 |
| 4                | Саут-Ист Квинсленд Старз | 24 | 15 | 9  | 62,5 |
| 5                | Сидней Юни Флэймз        | 24 | 13 | 11 | 54,2 |
| 6                | Бендиго Спирит           | 24 | 12 | 12 | 50,0 |
| 7                | Аделаида Лайтнинг        | 24 | 10 | 14 | 41,7 |
| 8                | Мельбурн Бумерс          | 24 | 8  | 16 | 33,3 |
| 9                | Канберра Кэпиталз        | 24 | 2  | 22 | 8,3  |

## Финалы
| Полуфиналы      | Полуфиналы               | Полуфиналы |  |          | Предварительный финал | Предварительный финал    | Предварительный финал    |                          |                           | Большой финал             | Большой финал             | Большой финал |
| --------------- | ------------------------ | ---------- |  | -------- | --------------------- | ------------------------ | ------------------------ | ------------------------ | ------------------------- | ------------------------- | ------------------------- | ------------- |
|                 |                          |            |  |          |                       |                          |                          |                          |                           |                           |                           |               |
| 28 февраля 2016 |                          |            |  |          |                       |                          |                          |                          |                           |                           |                           |               |
| 1               | Таунсвилл Файр           | 72         |  |          |                       |                          |                          |                          |                           |                           |                           |               |
| 2               | Перт Линкс               | 91         |  |          |                       |                          |                          |                          |                           |                           |                           |               |
|                 |                          |            |  |          | 5 марта 2016          | 5 марта 2016             | 5 марта 2016             |                          | 12, 18 марта 2016         | 12, 18 марта 2016         |                           |               |
|                 |                          |            |  |          | 1                     | Таунсвилл Файр           | 91                       |                          | 2                         | Перт Линкс                | 0                         |               |
|                 |                          |            |  |          | 4                     | Саут-Ист Квинсленд Старз | 71                       |                          |                           | 1                         | Таунсвилл Файр            | 2             |
| 27 февраля 2016 |                          |            |  |          |                       |                          |                          |                          |                           |                           |                           |               |
| 3               | Данденонг Рейнджерс      | 82         |  |          |                       |                          |                          |                          |                           |                           |                           |               |
| 4               | Саут-Ист Квинсленд Старз | 86         |  | Легенда: | Легенда:              | Посев победившей команды | Посев победившей команды | Посев победившей команды | Посев проигравшей команды | Посев проигравшей команды | Посев проигравшей команды |               |

## Статистические лидеры

### Лидеры сезона по средним показателям за игру
| Показатель                       | Игрок            | Команда           | Статистика |
| -------------------------------- | ---------------- | ----------------- | ---------- |
| Очков в среднем за игру          | Сьюзи Баткович   | Таунсвилл Файр    | 20,8       |
| Подборов в среднем за игру       | Кайла Джордж     | Таунсвилл Файр    | 12,1       |
| Передач в среднем за игру        | Келли Уилсон     | Бендиго Спирит    | 5,5        |
| Перехватов в среднем за игру     | Сэми Уиткомб     | Перт Линкс        | 2,8        |
| Блок-шотов в среднем за игру     | Луэлла Томлинсон | Перт Линкс        | 2,0        |
| Процент точных 3-очковых бросков | Бриттани Смарт   | Мельбурн Бумерс   | 49,2       |
| Процент точных штрафных бросков  | Талия Тупая      | Сидней Юни Флэймз | 89,7       |

### Лидеры сезона по основным показателям за игру
| Показатель              | Игрок            | Команда                  | Статистика |
| ----------------------- | ---------------- | ------------------------ | ---------- |
| Очков за одну игру      | Сара Блицавс     | Данденонг Рейнджерс      | 38         |
| Подборов за одну игру   | Кайла Джордж     | Таунсвилл Файр           | 18         |
| Подборов за одну игру   | Микаэла Руф      | Аделаида Лайтнинг        | 18         |
| Передач за одну игру    | Лорен Мансфилд   | Саут-Ист Квинсленд Старз | 11         |
| Перехватов за одну игру | Сэми Уиткомб     | Перт Линкс               | 7          |
| Блок-шотов за одну игру | Элиз Пеналуна    | Мельбурн Бумерс          | 7          |
| Блок-шотов за одну игру | Луэлла Томлинсон | Перт Линкс               | 7          |
| 3-очковых за одну игру  | Карли Мийович    | Перт Линкс               | 9          |

## Награды сезона

### Лучшие игроки недели
| Раунд    | Неделя                  | Игрок недели         | Команда                  |
| -------- | ----------------------- | -------------------- | ------------------------ |
| Раунд 1  | 9 октября – 18 октября  | Тесс Маджен          | Мельбурн Бумерс          |
| Раунд 2  | 19 октября – 26 октября | Сьюзи Баткович       | Таунсвилл Файр           |
| Раунд 3  | 27 октября – 3 ноября   | Сэми Уиткомб         | Перт Линкс               |
| Раунд 4  | 4 ноября – 10 ноября    | Рейчел Джарри        | Саут-Ист Квинсленд Старз |
| Раунд 5  | 11 ноября – 17 ноября   | Габриэль Ричардс     | Бендиго Спирит           |
| Раунд 6  | 18 ноября – 24 ноября   | Талия Тупая          | Сидней Юни Флэймз        |
| Раунд 7  | 25 ноября – 1 декабря   | Сьюзи Баткович (2)   | Таунсвилл Файр           |
| Раунд 8  | 2 декабря – 8 декабря   | Кайла Джордж         | Таунсвилл Файр           |
| Раунд 9  | 9 декабря – 15 декабря  | Белинда Снелл        | Бендиго Спирит           |
| Раунд 10 | 16 декабря – 22 декабря | Бриттани Смарт       | Мельбурн Бумерс          |
| Раунд 11 | 23 декабря – 29 декабря | Джордан Хупер        | Саут-Ист Квинсленд Старз |
| Раунд 12 | 30 декабря – 5 января   | Келси Гриффин        | Бендиго Спирит           |
| Раунд 13 | 6 января – 12 января    | Габриэль Ричардс (2) | Бендиго Спирит           |
| Раунд 14 | 13 января – 19 января   | Лорен Мансфилд       | Саут-Ист Квинсленд Старз |
| Раунд 15 | 20 января – 26 января   | Кайла Стэндиш        | Аделаида Лайтнинг        |
| Раунд 16 | 27 января – 3 февраля   | Натали Новосел       | Таунсвилл Файр           |
| Раунд 17 | 4 февраля – 11 февраля  | Лейлани Митчелл      | Аделаида Лайтнинг        |
| Раунд 18 | 12 февраля – 20 февраля | Эбби Бишоп           | Канберра Кэпиталз        |

### Сборная всех звёзд недели
| Раунд    | Неделя                  | Сборная всех звёзд недели                     | Сборная всех звёзд недели                     | Сборная всех звёзд недели                    | Сборная всех звёзд недели                       | Сборная всех звёзд недели             |
| -------- | ----------------------- | --------------------------------------------- | --------------------------------------------- | -------------------------------------------- | ----------------------------------------------- | ------------------------------------- |
| Раунд 1  | 9 октября – 18 октября  | Тесс Маджен (Мельбурн Бумерс)                 | Сэми Уиткомб (Перт Линкс)                     | Келси Гриффин (Бендиго Спирит)               | Дениша Столлуорт (Саут-Ист Квинсленд Старз)     | Элиз Пеналуна (Мельбурн Бумерс)       |
| Раунд 2  | 19 октября – 26 октября | Кэти-Рэй Эбзери (Сидней Юни Флэймз)           | Белинда Снелл (Бендиго Спирит)                | Келси Гриффин (2) (Бендиго Спирит)           | Сьюзи Баткович (Таунсвилл Файр)                 | Луэлла Томлинсон (Перт Линкс)         |
| Раунд 3  | 27 октября – 3 ноября   | Талия Тупая (Сидней Юни Флэймз)               | Сэми Уиткомб (2) (Перт Линкс)                 | Келси Гриффин (3) (Бендиго Спирит)           | Сара Блицавс (Данденонг Рейнджерс)              | Надин Пейн (Саут-Ист Квинсленд Старз) |
| Раунд 4  | 4 ноября – 10 ноября    | Тесс Маджен (2) (Мельбурн Бумерс)             | Лейлани Митчелл (Аделаида Лайтнинг)           | Мэдлин Гаррик (Мельбурн Бумерс)              | Рейчел Джарри (Саут-Ист Квинсленд Старз)        | Сьюзи Баткович (2) (Таунсвилл Файр)   |
| Раунд 5  | 11 ноября – 17 ноября   | Кэти-Рэй Эбзери (2) (Сидней Юни Флэймз)       | Лорен Мансфилд (Саут-Ист Квинсленд Старз)     | Бетнайджа Лейни (Перт Линкс)                 | Габриэль Ричардс (Бендиго Спирит)               | Кэролин Суордс (Сидней Юни Флэймз)    |
| Раунд 6  | 18 ноября – 24 ноября   | Талия Тупая (2) (Сидней Юни Флэймз)           | Сэми Уиткомб (3) (Перт Линкс)                 | Ифи Ибекве (Саут-Ист Квинсленд Старз)        | Сьюзи Баткович (3) (Таунсвилл Файр)             | Луэлла Томлинсон (2) (Перт Линкс)     |
| Раунд 7  | 25 ноября – 1 декабря   | Кэти-Рэй Эбзери (3) (Сидней Юни Флэймз)       | Сэми Уиткомб (4) (Перт Линкс)                 | Тамара Тейтем (Таунсвилл Файр)               | Сьюзи Баткович (4) (Таунсвилл Файр)             | Элиз Пеналуна (2) (Мельбурн Бумерс)   |
| Раунд 8  | 2 декабря – 8 декабря   | Тесс Маджен (3) (Мельбурн Бумерс)             | Сэми Уиткомб (5) (Перт Линкс)                 | Стефани Камминг (Данденонг Рейнджерс)        | Белинда Снелл (2) (Бендиго Спирит)              | Кайла Джордж (Таунсвилл Файр)         |
| Раунд 9  | 9 декабря – 15 декабря  | Тесса Лейви (Перт Линкс)                      | Лейлани Митчелл (2) (Аделаида Лайтнинг)       | Белинда Снелл (3) (Бендиго Спирит)           | Микаэла Руф (Аделаида Лайтнинг)                 | Габриэль Ричардс (2) (Бендиго Спирит) |
| Раунд 10 | 16 декабря – 22 декабря | Бриттани Смарт (Мельбурн Бумерс)              | Мэдлин Гаррик (2) (Мельбурн Бумерс)           | Аннализ Пикрел (Данденонг Рейнджерс)         | Джордан Хупер (Саут-Ист Квинсленд Старз)        | Сьюзи Баткович (5) (Таунсвилл Файр)   |
| Раунд 11 | 23 декабря – 29 декабря | Кэти-Рэй Эбзери (4) (Сидней Юни Флэймз)       | Лорен Мансфилд (2) (Саут-Ист Квинсленд Старз) | Сара Блицавс (2) (Данденонг Рейнджерс)       | Джордан Хупер (2) (Саут-Ист Квинсленд Старз)    | Сьюзи Баткович (6) (Таунсвилл Файр)   |
| Раунд 12 | 30 декабря – 5 января   | Лейлани Митчелл (3) (Аделаида Лайтнинг)       | Стефани Камминг (2) (Данденонг Рейнджерс)     | Келси Гриффин (4) (Бендиго Спирит)           | Дениша Столлуорт (2) (Саут-Ист Квинсленд Старз) | Кайла Джордж (2) (Таунсвилл Файр)     |
| Раунд 13 | 6 января – 12 января    | Лорен Мансфилд (3) (Саут-Ист Квинсленд Старз) | Сэми Уиткомб (6) (Перт Линкс)                 | Сара Блицавс (3) (Данденонг Рейнджерс)       | Бетнайджа Лейни (2) (Перт Линкс)                | Габриэль Ричардс (3) (Бендиго Спирит) |
| Раунд 14 | 13 января – 19 января   | Лорен Мансфилд (4) (Саут-Ист Квинсленд Старз) | Рейчел Джарри (2) (Саут-Ист Квинсленд Старз)  | Келси Гриффин (5) (Бендиго Спирит)           | Бетнайджа Лейни (3) (Перт Линкс)                | Сьюзи Баткович (7) (Таунсвилл Файр)   |
| Раунд 15 | 20 января – 26 января   | Лорен Мансфилд (5) (Саут-Ист Квинсленд Старз) | Сэми Уиткомб (7) (Перт Линкс)                 | Стефани Камминг (3) (Данденонг Рейнджерс)    | Кайла Стэндиш (Аделаида Лайтнинг)               | Кайла Джордж (3) (Таунсвилл Файр)     |
| Раунд 16 | 27 января – 3 февраля   | Лорен Мансфилд (6) (Саут-Ист Квинсленд Старз) | Рене Монтгомери (Канберра Кэпиталз)           | Натали Новосел (Таунсвилл Файр)              | Джордан Хупер (3) (Саут-Ист Квинсленд Старз)    | Карли Мийович (Перт Линкс)            |
| Раунд 17 | 4 февраля – 11 февраля  | Лейлани Митчелл (4) (Аделаида Лайтнинг)       | Карли Мийович (2) (Перт Линкс)                | Ифи Ибекве (2) (Саут-Ист Квинсленд Старз)    | Эбби Бишоп (Канберра Кэпиталз)                  | Сьюзи Баткович (8) (Таунсвилл Файр)   |
| Раунд 18 | 12 февраля – 20 февраля | Кэти-Рэй Эбзери (5) (Сидней Юни Флэймз)       | Сэми Уиткомб (8) (Перт Линкс)                 | Джордан Хупер (4) (Саут-Ист Квинсленд Старз) | Эбби Бишоп (2) (Канберра Кэпиталз)              | Кайла Джордж (4) (Таунсвилл Файр)     |

### Лучшие игроки и тренеры месяца
| Месяц        | Игрок месяца                             | Тренер месяца                              |
| ------------ | ---------------------------------------- | ------------------------------------------ |
| октябрь 2015 | Сьюзи Баткович (Таунсвилл Файр)          | Шейн Хил (Саут-Ист Квинсленд Старз)        |
| ноябрь 2015  | Кэти-Рэй Эбзери (Сидней Юни Флэймз)      | Энди Стюарт (Перт Линкс)                   |
| декабрь 2015 | Сьюзи Баткович (2) (Таунсвилл Файр)      | Ларисса Андерсон (Данденонг Рейнджерс)     |
| январь 2016  | Бетнайджа Лейни (Перт Линкс)             | Ларисса Андерсон (2) (Данденонг Рейнджерс) |
| февраль 2016 | Джордан Хупер (Саут-Ист Квинсленд Старз) | Крис Лукас (Таунсвилл Файр)                |

### Награды по итогом сезона
- Самый ценный игрок женской НБЛ: Сьюзи Баткович, Таунсвилл Файр
- Самый ценный игрок финала женской НБЛ: Микаэла Кокс, Таунсвилл Файр
- Новичок года женской НБЛ: Алекс Сиабаттони, Аделаида Лайтнинг
- Лучший оборонительный игрок женской НБЛ: Стефани Камминг, Данденонг Рейнджерс
- Лучший снайпер женской НБЛ: Сьюзи Баткович, Таунсвилл Файр
- Тренер года женской НБЛ: Энди Стюарт, Перт Линкс

- Сборная всех звёзд женской НБЛ:
  - З Лейлани Митчелл (Аделаида Лайтнинг)
  - З Кэти-Рэй Эбзери (Сидней Юни Флэймз)
  - Ф Сэми Уиткомб (Перт Линкс)
  - Ф Келси Гриффин (Бендиго Спирит)
  - Ц Сьюзи Баткович (Таунсвилл Файр)